# Аффинаж золота

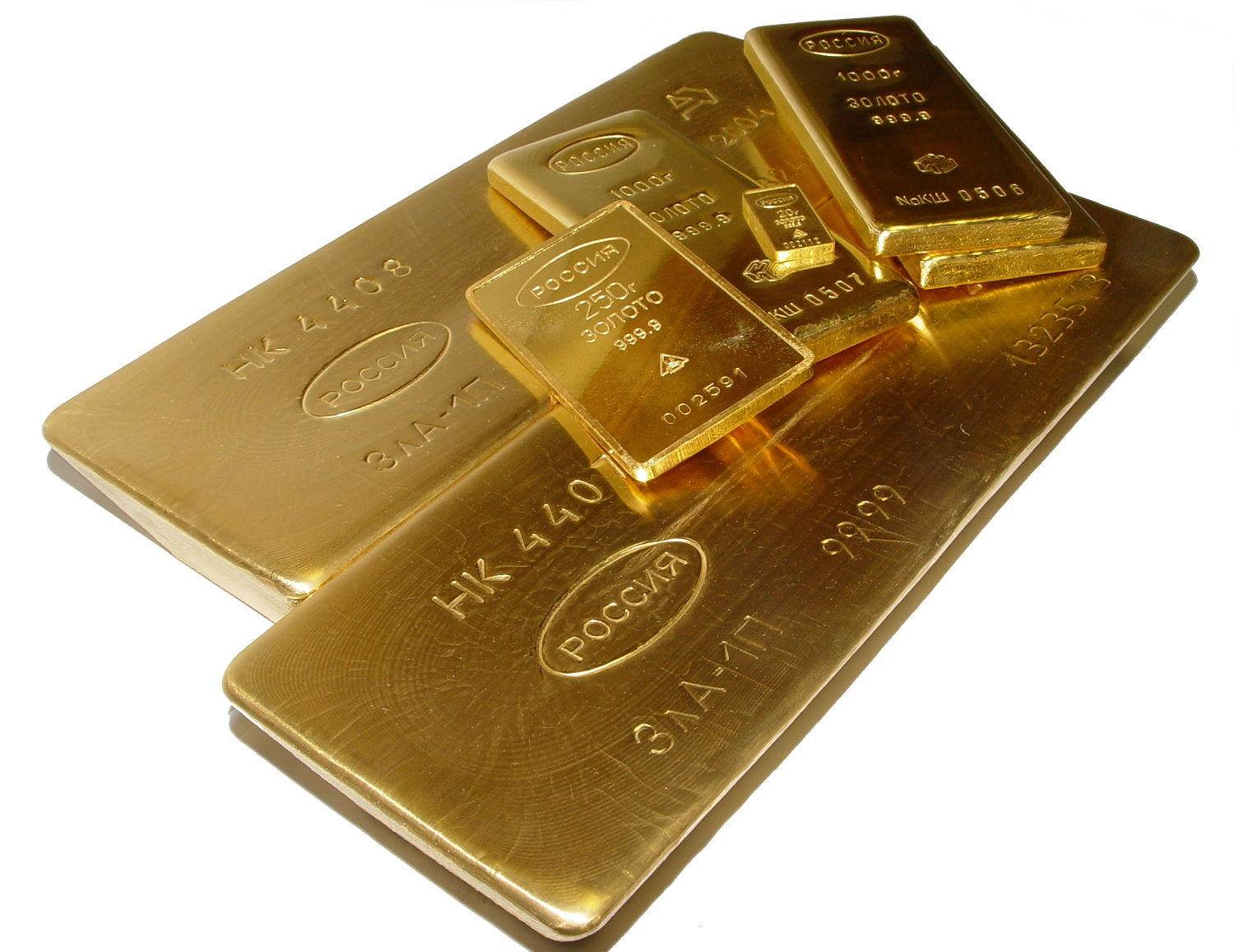
Золото в слитках после аффинажа

Аффина́ж зо́лота — комплекс технологических процессов для глубокой очистки золота от примесей.
Аффинаж включает в себя ряд стадий очистки, среди которых преобладают методы химической обработки, физической обработки, концентрирования, для получения металла заданной химической чистоты.

## Сырьё
Сырьём, подвергаемым к операциям аффинирования, для получения золота заданной высокой степени чистоты являются:
- Концентраты золотодобывающих приисков.
- Технологический золотосодержащий лом.
- Шламы электролитической очистки меди, цинка, никеля, серебра.
- «Серебристая пена» свинцовых заводов.
- Лом ювелирных изделий.

## Подготовка сырья к аффинажу
Разнообразное сырьё, подготавливаемое к аффинажу, проходит обязательные стадии подготовки к аффинажу. Чаще всего, в эти стадии включают сплавление сырья с цинком, дробление, обжиг.

## Оборудование
Одна колба объёмом 250 мл с мерками, одна колба литровая (1000 мл), также с мерками. Кварцевая палочка длиной не менее 20-30 см, химическая воронка, две резиновые перчатки, электрическая плита.

## Расходные материалы
Азотная кислота (HNO3), соляная кислота (HCl), на финишной стадии — гидразин (N2H4) или сульфит натрия (гидросульфит натрия, растворимые соли железа II, олова II хлорид).

## Химическое рафинирование золота
Для химического рафинирования годятся любые отходы, содержащие золото. Таким сырьём служат электрические контакты, полупроводниковые приборы (микросхемы, диоды, транзисторы,конденсаторы, реле), радиолампы, электронно-лучевые приборы и.т.д. При рафинировании золотосодержащего сырья прежде всего отделяют из общей массы включения, содержащее железо, с помощью обычного магнита, так как переработка сырья, содержащего железо, требует иной технологии. Если отделить от сырья железо магнитным способом невозможно, например, в составе полупроводниковых приборов, то железосодержащее сырье обрабатывается концентрированной соляной кислотой или серной кислотой до растворения металлического железа и его соединений.
После отделения железа сырьё, в основном, представляет собой смесь сплавов меди, цинка, олова, серебра и других металлов. Для растворения смеси применяют 30—40 % азотную кислоту; процесс проводят до того состояния, когда при внесении новых порций кислоты и при нагреве перестаёт выделяться диоксид азота. При этом все сливы помещаются в отдельную ёмкость, отстаиваются и аккуратно декантируются, в осадок выпадает золото, унесённое во время слива отработанной кислоты. После декантации в раствор вливается насыщенный раствор поваренной соли, при этом хлорид серебра выпадает в осадок.
В декантированный осадок, содержащий золото, прибавляется концентрированная соляная кислота, (в расчёте 20 мл кислоты на 1 мл осадка). Раствор с осадком нагревается до кипения, и туда осторожно добавляют концентрированную азотную кислоту по каплям. Завершение прибавления азотной кислоты определяют по окончанию обильного выделения окислов азота. Раствор упаривают досуха 3 раза, прибавляют после каждого упаривания соляную кислоту. Раствор фильтруют, и к фильтрату приливают при нагревании насыщенный раствор сульфата железа(II). Золото выделяется из раствора в виде крупного хорошо фильтрующегося осадка коричневого цвета. Осадок фильтруют, и на фильтре хорошо промывают большим количеством воды.
Осадок переносят в стакан и кипятят с концентрированной азотной кислотой для полного удаления железа, меди и серебра. Остаток фильтруют, промывают водой, сушат, и сплавляют с натриевой селитрой и бурой. Золотая пыль сплавляется в слиток, называемый «корольком». Королёк металла состоит из золота с чистотой 99,95 %.

## Электрохимический способ
Такой метод аффинажа обычно применяется в производственных масштабах, когда имеется в наличии золото с чистотой равной не менее 900. Начиная от девятисотой пробы процесс аффинажа даёт наилучшие результаты (при условии, что серебра не более 0,001). Метод заключается в том, что анодом служит само золото, которое подвергается аффинажу, а катод изготавливается из золота очень высокой очистки. Электролит в данном процессе представляет собой раствор соляной кислоты (HCl) и хлорного золота (AuCl3).
Хлорное золото — это золото, растворённое в смеси соляной и азотной кислот. Смесь этих кислот (3:1) в народе имеет название «царская водка».

## Метод Миллера
Газообразный хлор пропускают через сырьё, содержащее золото, при этом другие металлы, снижающие пробу золота, переходят в легколетучие хлориды (порядок по эффективности удаления: цинк, железо, сурьма, олово, мышьяк, медь, свинец, висмут, серебро, теллур, селен). Этот метод нельзя применять в домашних условиях, так как образуются летучие высокотоксичные высшие хлориды металлов. Более того, газообразный хлор, используемый в процессе, крайне ядовит. Эти яды воздействуют не только на работника, но и окружающую среду. Применение его возможно только на предприятиях со специальным вытяжным оборудованием.